# Campo esterno
Campo esterno (in Inglese outfield) è un termine sportivo usato nel cricket e nel baseball che si riferisce alla parte del campo di gioco più lontana dal battitore.

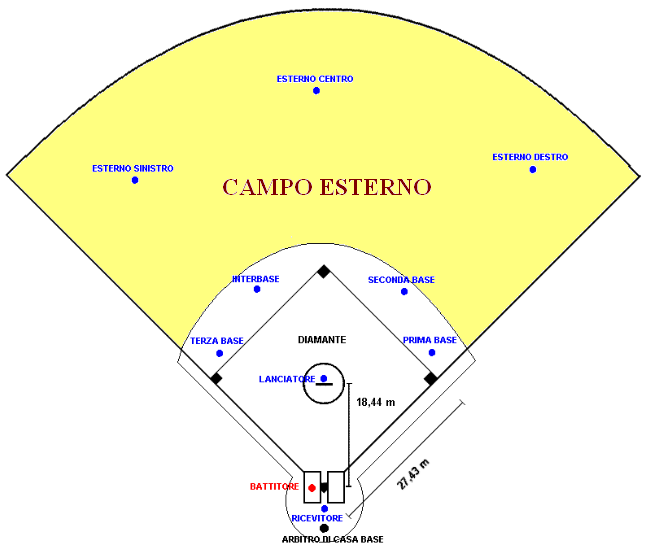
Campo esterno di un campo da baseball evidenziato in giallo

Nel cricket e nel baseball, i giocatori disposti nel campo esterno (i cosiddetti esterni) hanno una grande area di gioco da coprire, ma hanno a disposizione più tempo rispetto agli interni prima che la palla li raggiunga. 
Spesso sono impegnati in prese al volo, ma non è raro che il loro compito sia il recupero di una palla atterrata o rotolata nella loro zona e il lancio rapido verso gli interni al fine di interrompere il progresso del corridore.